# Марек Крейчі
Марек Крейчі (словац. Marek Krejčí; 20 листопада 1980, Братислава — 26 травня 2007, Майтенбет) — словацький футболіст, грав на позиції нападника.

## Кар'єра
Марек Крейчі народився у Братиславі, розпочав свою футбольну кар'єру у місцевому клубі «Інтер». У листопаді 2000 року перейшов до «Спартака» Трнава. У вересні 2001 року підписав контракт з угорським «Дьєром».
Влітку 2003 року повернувся до Словаччини, щоб продовжити кар'єру в одному з провідних, на той момент, клубів країни «Артмедіа» Братислава. Граючи за «Артмедіу» став другим бомбардиром у чемпіонаті Словаччини сезону 2003/04, забивши 15 голів. 31 березня 2004 року, в товариському матчі проти Австрії, дебютував за національну збірну.
Влітку 2004 року був орендований клубом «Вакер» Бургхаузен, який грав у другій німецькій Бундеслізі. Після закінчення оренди підписав повноцінний контракт. Незважаючи на виліт команди до третього дивізіону, продовжив угоду. За «Вакер» Бургхаузен відіграв 87 матчів та забив 26 голів.

## Смерть
Крейчі загинув внаслідок ДТП у ніч 26 травня 2007 року близько 5:40. На зворотному шляху з Мюнхена до Бургхаузена, не впоравшись із керуванням, Марек вилетів з траси і врізався в дерево. Він виявився заблокованим усередині автомобіля та загинув у вогні. Дорогу було перекрито протягом трьох годин. Причиною аварії було названо перевищення швидкості.
29 травня 2007 року «Вакер» посмертно закріпив за гравцем 11-й номер.